# Universiteit van Montpellier
De Universiteit van Montpellier (Frans: Université de Montpellier) is een openbare universiteit in Montpellier, in het zuiden van Frankrijk. De universiteit dateert uit de dertiende eeuw en is daarmee een van de oudste universiteiten ter wereld.
De universiteit was van 1970 tot 2015 gesplitst in drie zelfstandige universiteiten (Montpellier I, II en III), waarna de twee eerstgenoemde fuseerden en de oude, historische naam aannamen. Met circa 50.000 studenten hoort de Universiteit van Montpellier tot de grotere Franse universiteiten.
Van de 85 Franse universiteiten stond die van Montpellier in 2023 volgens de Shanghai Ranking op een gedeelde zesde plaats. Times Higher Education World University Rankings zette de universiteit een jaar eerder op de zevende plaats.

## Geschiedenis

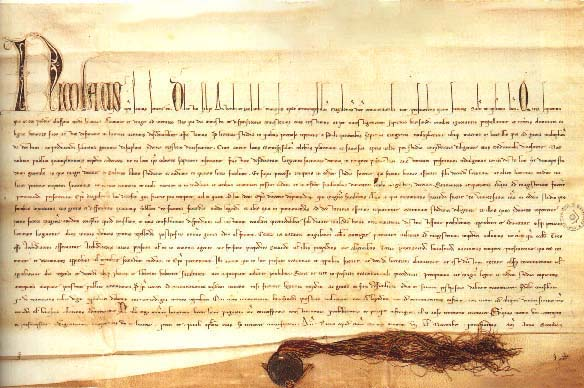
Bul van paus Nicolaas IV Quia Sapientia, stichtingsakte van de Universiteit van Montpellier uit 1289

De universiteit is ouder dan de formele oprichtingsdatum, vanouds geassocieerd met een pauselijke bul uitgegeven door paus Nicolaas IV in 1289, waarmee enkele eeuwenoude scholen werden samengevoegd tot een universiteit. De eerste statuten werden vermoedelijk gegeven door kardinaal Koenraad van Urach in 1220. Het is niet precies bekend wanneer de voorlopers van de universiteit, de scholen voor vrije kunsten, werden opgericht; het kan zijn dat ze een directe voortzetting waren van de Gallo-Romeinse scholen, die in sommige plaatsen ontstonden rondom leermeesters van de retorica.

### Medische faculteit

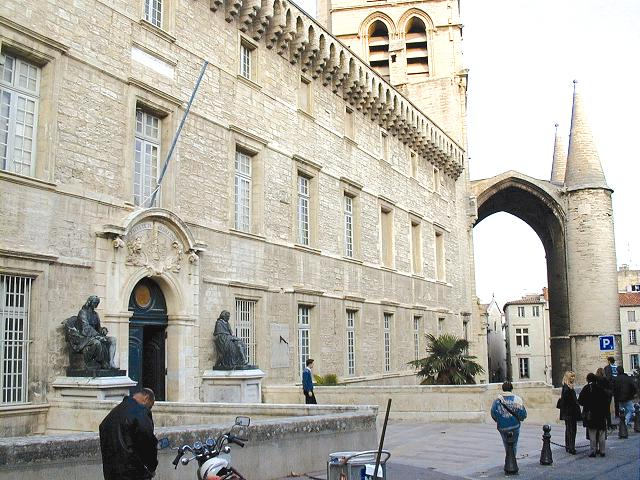
Universiteit van Montpellier, Faculteit Geneeskunde, de oudste nog actieve medische school ter wereld

De medische faculteit werd mogelijk opgericht door medici die waren opgeleid aan Moorse medische faculteiten in het huidige Spanje, aangezien de islamitische heerschappij in delen van Spanje pas in 1492 eindigde. Het is zeker dat er al in 1137 uitstekende artsen in Montpellier waren. Het is vermoedelijk de oudste medische faculteit ter wereld die nog functioneert. De medische faculteit profiteerde van een maatregel van Willem VIII, heer van Montpellier, uit 1181, waarbij elke erkende arts les mocht geven in Montpellier, waardoor er zich docenten uit het hele Middellandse Zeegebied vestigden. De statuten die in 1220 werden opgesteld door kardinaal Conrad van Urach, legaat van paus Honorius III, en die in 1240 werden bevestigd en uitgebreid, plaatsten deze school onder leiding van de bisschop van Maguelone, maar de school genoot een grote mate van autonomie.
De medische faculteit was in de veertiende eeuw bekend vanwege de hier ontwikkelde miasmatheorie: de Zwarte Dood zou worden veroorzaakt veroorzaakt door een miasma ('verontreiniging') dat de opening van de poriën van het lichaam binnendrong, waarbij men voortborduurde op theorieën van de Grieks-Romeinse arts Claudius Galenus. Artsen die in Montpellier waren opgeleid, waren tegen het nemen van baden, omdat dat de poriën van het lichaam zou openen, waardoor men vatbaarder werd voor de builenpest.
Nostradamus meldde zich in 1529 bij de universiteit van Montpellier om geneeskunde te studeren. Hij werd weggestuurd toen bleek dat hij voorheen apotheker was geweest, een ambacht dat uitdrukkelijk was verboden in de statuten van de universiteit. Het uitzettingsdocument (BIU Montpellier, Register S 2 folio 87) bevindt zich nog steeds in de faculteitsbibliotheek. Rabelais behaalde in 1532 zijn medische graad in Montpellier. Zijn portret hangt in de galerij van professoren. De Jardin des plantes de Montpellier, gesticht in 1593, is de oudste botanische tuin van Frankrijk.
In de achttiende eeuw ontstond in Montpellier de theorie van het vitalisme, uitgewerkt door Paul Joseph Barthez (1734–1806). De Franse Revolutie betekende niet het einde van de faculteit geneeskunde. Integendeel, het in beslag genomen bisschoppelijk paleis, eerder benedictijnenklooster, werd in 1795 de nieuwe huisvesting van de medische school.

### Theologische en rechtenfaculteit
De voorloper van de rechtenfaculteit werd opgericht door de Italiaanse jurist en glossator Placentinus, verbonden aan de rechtenfaculteit van de Universiteit van Bologna, die in 1160 naar Montpellier kwam, daar gedurende twee perioden doceerde en er in 1192 stierf. De rechtenfaculteit, die nauw verbonden was met de theologische faculteit, heeft lange tijd een goede naam gehad. Professoren uit Montpellier waren prominent bij het opstellen van de Code Napoléon, de burgerlijke rechtscode die in Frankrijk nog steeds geldt en een basis vormde voor de huidige wetboeken.
De theologische faculteit vond zijn oorsprong in lezingen over theologische onderwerpen, die in kloosters werden gegeven. Antonius van Padua, Raimundus Lullus en de dominicaan Bernardus van Trilia gaven allemaal lezingen in Montpellier. Twee brieven van koning Jan II van Frankrijk bewijzen dat er in 1350 een theologische faculteit bestond in Montpellier, die onafhankelijk van de kloosters fungeerde. Bij bul van 17 december 1421 verleende paus Martinus V de canonieke rechtsgrond van deze faculteit.
In de zestiende eeuw betekende de plaatselijke overwinning van het calvinisme de ondergang van de theologische school, die trouw was gebleven aan de katholieke leer. In 1622 werd de faculteit hersteld, maar de rivaliteit tussen dominicanen en jezuïeten verhinderde een nieuwe bloei. Tijdens de Franse Revolutie verdween de school. In betere tijden behoorde Petrarca, die vier jaar in Montpellier doorbracht, tot de illustere rechtenstudenten. Bekende docenten waren Guillaume de Nogaret, kanselier van koning Filips IV van Frankrijk, Guillaume de Grimoard, later paus Urbanus V, en Pedro de Luna, later tegenpaus Benedictus XIII.

### Opheffing en heroprichting

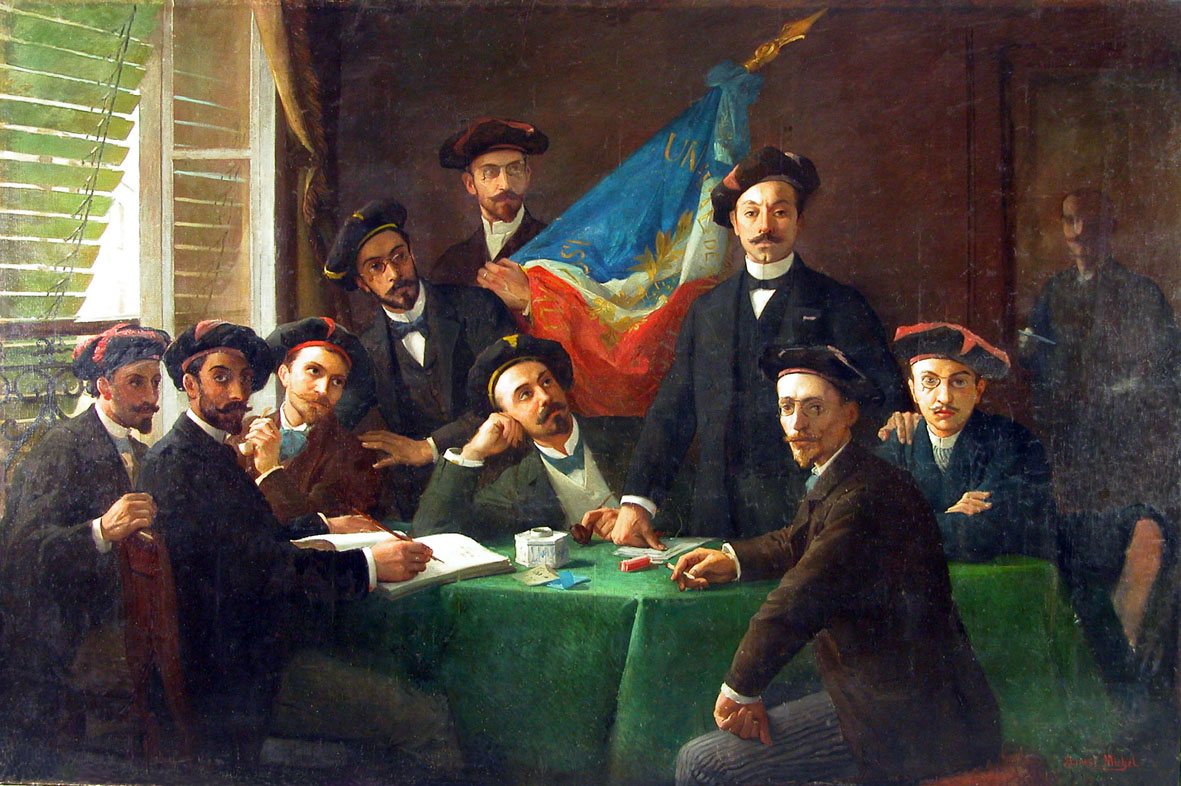
Studentenvereniging in Montpellier in 1892

Net als alle andere provinciale universiteiten van Frankrijk werd die van Montpellier opgeheven na het uitbreken van de Franse Revolutie in 1793. De faculteiten (exacte) wetenschappen en letteren werden in 1810 opnieuw opgericht; de rechtenfaculteit pas in 1880.
Op 12 november 1968 werd, min of meer als gevolg van de Parijse studentenrevolte, een nieuwe hogeronderwijswet ("la loi Faure") aangenomen, als gevolg waarvan veel universiteiten werden opgesplitst. Dat gebeurde ook bij de Universiteit van Montpellier, waardoor in 1969 drie instellingen ontstonden: de Universiteit van Montpellier I (bestaande uit de voormalige faculteiten geneeskunde, rechten en economie), de Universiteit van Montpellier II (exacte wetenschappen en technologie) en de Universiteit van Montpellier III (sociale wetenschappen, geesteswetenschappen en 'vrije kunsten').
Vanaf 2009 werkten de drie universiteiten samen met andere instellingen voor hoger onderwijs in een consortium dat Languedoc-Roussillon Universiteiten werd genoemd. Op 1 januari 2015 fuseerden Montpellier I en II tot de nieuw opgerichte Universiteit van Montpellier. De buiten de fusie gebleven universiteit Montpellier III ging zelfstandig verder als Universiteit Paul Valéry Montpellier III, genoemd naar de in Montpellier opgeleide dichter en filosoof Paul Valéry (1871-1945).

## Organisatie
De Universiteit van Montpellier bestaat uit 17 onderdelen:
- 8 faculteiten (alle met eigen opleidings- en onderzoekseenheden):
  - Faculté de droit et de science politique
  - Faculté d'économie
  - Faculté d'éducation
  - Faculté de médecine
  - Faculté d'odontologie
  - Faculté de pharmacie
  - Faculté des sciences
  - Faculté des sciences et techniques des activités physiques et sportives (STAPS)
- 7 instituten:
  - Institut de préparation à l'administration générale (IPAG)
  - Institut national supérieur du professorat et de l’éducation – Académie de Montpellier (INSPE)
  - Institut d'administration des entreprises (IAE)
  - Montpellier Management
  - IUT Béziers
  - IUT Montpellier – Sète
  - IUT Nîmes
- 2 'schools':
  - Observatoire de recherche montpelliérain de l'environnement (OREME)
  - Polytech Montpellier

De universiteit wordt bestuurd door:
- de Raad van Bestuur;
- de Academische Raad, bestaande uit 80 gekozen leden verdeeld over twee commissies van elk 40 leden (de commissie Onderzoek en de commissie Onderwijs en Universitair Leven);
- de Technische Commissie;
- de Gezamenlijke Schoolcommissie;
- de Commissie Gezondheid, Veiligheid en Werkomstandigheden.

## Campussen

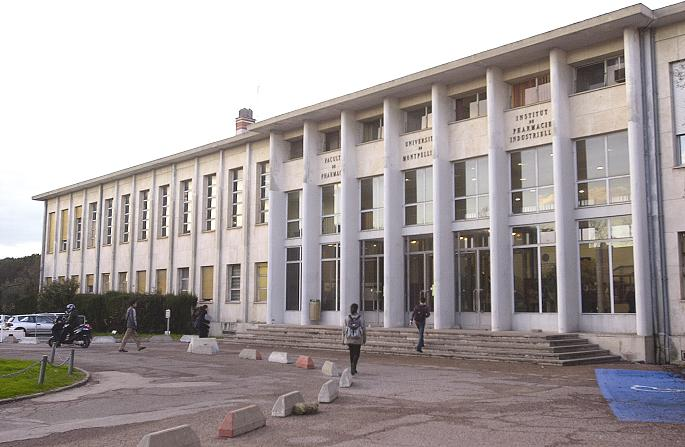
Gebouw van de faculteit Farmacie

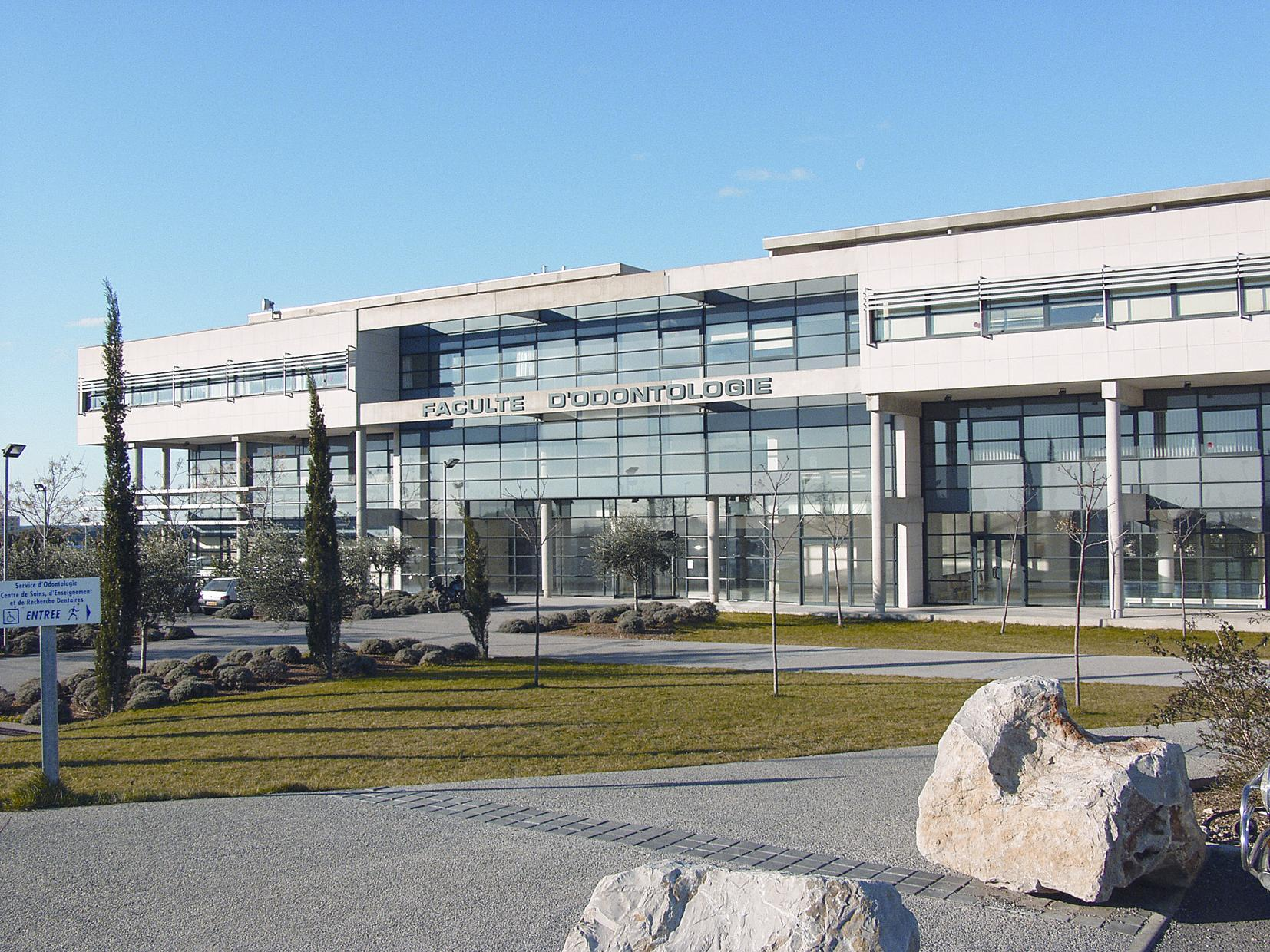
Gebouw faculteit Tandheelkunde

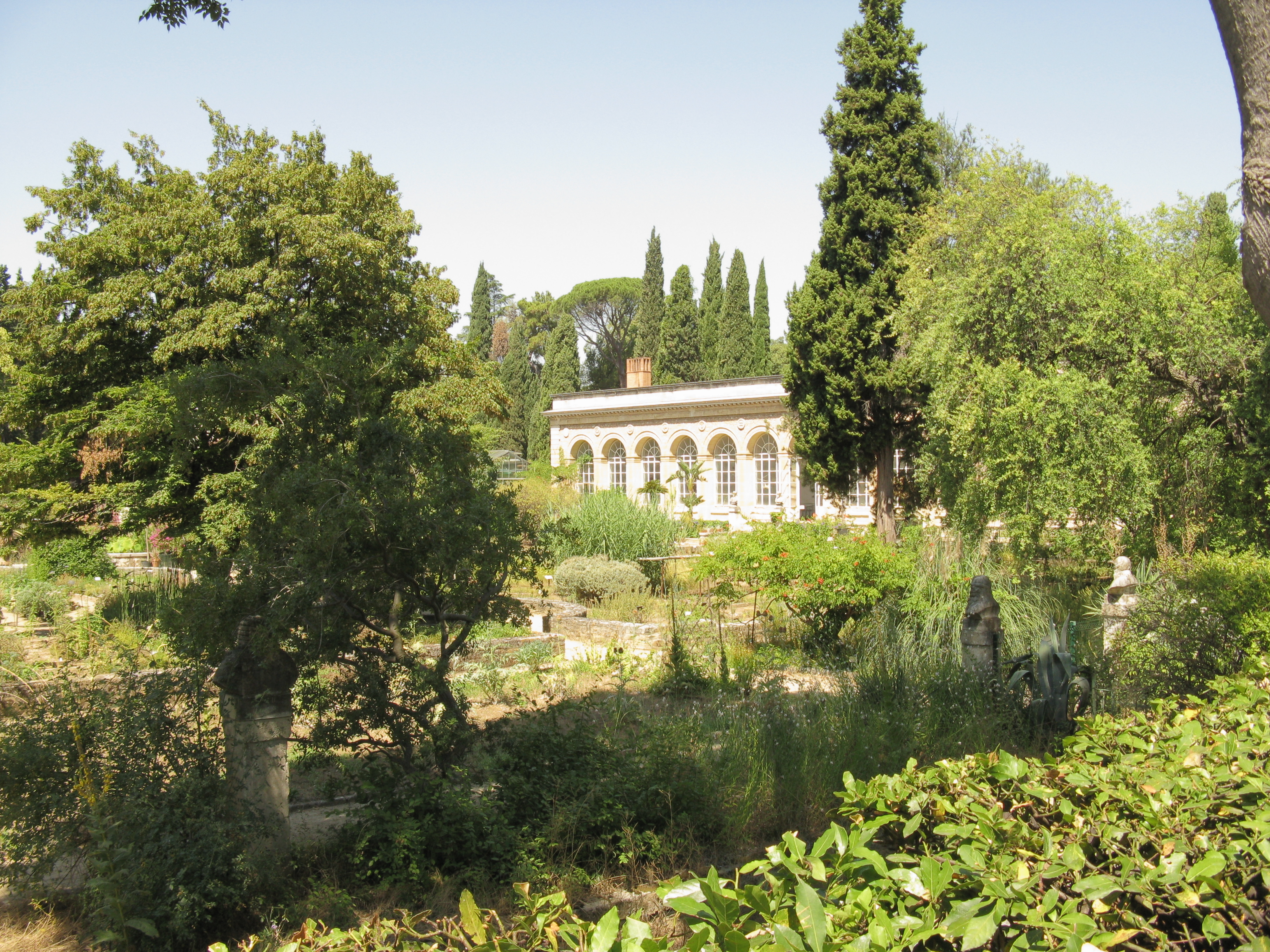
Botanische tuin

De universiteit is gevestigd op verschillende locaties in de stad Montpellier. Lijn 1 van de tram van Montpellier verbindt bijna alle locaties.
- in het zuidwesten van de stad ligt de campus van Richter, bediend door de tramhaltes Port-Marianne en Rives du Lez, met huisvesting van de faculteit Economie, Montpellier Management en het Instituut voor Algemeen Bestuur (IPAG);
- in het stadscentrum, te bereiken via de tramhaltes Louis Blanc en Place Albert 1er - Cathédrale, bevinden zich de faculteit Rechten & Politieke Wetenschappen, het gebouw van de faculteit Geneeskunde, de botanische tuin, het Instituut voor Biologie, de administratieve gebouwen aan de Avenue Henri IV en de bestuurszetel van de universiteit in het voormalige Instituut voor Botanie, gelegen aan de rue Auguste-Broussonnet;
- ten noorden van de binnenstad bedient de tramhalte Stade Philippidès de faculteit Onderwijs en het Stadion Philippidès van de universiteit;
- in het noorden van de stad, nabij de halte Boutonnet in de gelijknamige wijk, bevindt zich de faculteit Farmacie op een campus van 4 hectare;
- eveneens in het noorden, nabij de tramhalte Universités des Sciences et des Lettres, ligt de grote campus Triolet (ca. 30 hectare) met faciliteiten voor de Faculteit Natuurwetenschappen, de instituten IAE en ENSCM, en Polytech Montpellier;
- verder naar het noorden, nabij de tramhalte Occitanie ligt een campus van 9 hectare met onder andere de faculteit Geneeskunde en het academisch ziekenhuis Arnaud de Villeneuve, de UFR STAPS, evenals talrijke onderzoekslaboratoria;
- de campus Saint-Priest (rue Saint-Priest, rue Ada, rue Galéra), bediend door tramhalte Château d'Ô, herbergt wetenschappelijke onderzoekslaboratoria van de faculteit Techniek en Natuurwetenschappen;
- in het uiterste noorden van Montpellier in het district Euromédecine bedient de tramhalte Hauts de Massane de faculteit Tandheelkunde.

De universiteit heeft daarnaast kleinere vestigingen in de rest van de regio:
- Nîmes: de IUT van Nîmes (district Saint-Césaire), een filiaal van de faculteit Geneeskunde (district Carémeau) en een filiaal van de faculteit Onderwijs;
- Béziers: de IUT van Béziers;
- Sète: een filiaal van de IUT van Montpellier;
- Perpignan: een filiaal van de faculteit Onderwijs;
- Carcassonne: een filiaal van de faculteit Onderwijs;
- Mende: een filiaal van de faculteit Onderwijs;
- Albaret-Sainte-Marie (Lozère): een ISEM-filiaal.

## Bekende (oud)hoogleraren
- Jean Astruc, hoogleraar anatomie, vanaf 1706
- Antoine-Jérôme Balard, docent scheikunde, ontdekker van het element broom
- Antoine Béchamp, hoogleraar medische chemie en farmacie, 1856-1876
- Paul Boulet, hoogleraar geneeskunde, vanaf 1926
- Augustin Pyramus de Candolle, hoogleraar botanie, 1807-1816
- Jean-Antoine Chaptal, hoogleraar wiskunde, vanaf 1789
- Augustin Danyzy, hoogleraar wiskunde en hydrografie, 1764-1777
- Jacques Draparnaud, hoogleraar geneeskunde, 1801-1804
- René Étiemble, hoogleraar Franse literatuur, 1948-1955
- Joseph Gergonne, hoogleraar astronomie, 1816-1844
- Alexander Grothendieck, hoogleraar wiskunde, Fields Medal 1966, 1973-1988
- Francis Hallé, hoogleraar biologie
- Pierre Magnol, hoogleraar botanie en directeur van de botanische tuin, vanaf 1694
- Jules Émile Planchon, hoogleraar farmacie
- Guillaume Rondelet, hoogleraar anatomie, 1539-1566
- Lucien Tesnière, hoogleraar comparatieve taalkunde en structurele syntaxis, vanaf 1937

## Bekende alumni
- Jean Astruc, arts, hoogleraar
- Heribert Barrera i Costa, Catalaans scheikundige, politicus
- Pierre Benoit, journalist, romancier
- Auguste Comte, filosoof
- Jacques Daléchamps, arts, botanicus, filoloog
- Emmy van Deurzen, Nederlandse filosoof, psycholoog
- François-Joseph Double, medicus
- Michail Goerevitsj, Sovjet-Russisch vliegtuigontwerper
- Alexander Grothendieck, wiskundige, Fields Medal
- René Grousset, historicus, kunsthistoricus, oriëntalist
- Bernard Gui, theoloog, dominicaans inquisiteur
- Félix Guignot, arts, entomoloog
- Hermann Ferdinand Hitzig, Zwitsers rechtshistoricus
- Enver Hoxha, communistische dictator van Albanië
- Alessandro Knips Macoppe, Italiaans medicus
- Adamantios Korais, Griekse geleerde, belangrijke figuur in de Griekse Verlichting
- Antun Maqdisi, Syrische filosoof, politicus, mensenrechtenactivist
- Nostradamus, Franse apotheker en gerenommeerd ziener, vooral bekend om zijn boek Les Prophéties
- Joachim Oelhaf, Duits arts
- Francesco Petrarca, Italiaanse geleerde en dichter, beschouwd als de grondlegger van het Humanisme
- André Peyriéras, arts, entomoloog
- François Rabelais, humanistische schrijver
- Jan Radlica, Poolse arts, theoloog, bisschop van Krakau
- Théophraste Renaudot, arts, journalist, uitgever
- Guillaume Rondelet, arts, botanicus, ichthyoloog
- Khieu Samphan, staatshoofd van Cambodja onder het regime van Pol Pot Rode Khmer
- Samuel-Auguste Tissot, Zwitserse arts
- Philibert Tsiranana, eerste president van Madagaskar
- Georges Vacher de Lapouge, antropoloog, eugeneticus
- François Vautier, arts, botanicus
- Andreas Vesalius, arts en anatoom, schreef Corporis Fabrica Libri Septem, het eerste boek gebaseerd op menselijke anatomie in plaats van dierlijke
- Sisowath Youtevong, Cambodjaans wiskundige, politicus, premier van Cambodja
- Albert Zafy, president van Madagaskar
- Sahle-Work Zewde, Ethiopische politicus en diplomaat, eerste vrouwelijke president van Ethiopië
- Mohammed Zahir Sjah, laatste sjah van Afghanistan